# Municipio de Huddinge
Huddinge ([]ⓘ) es un municipio de Suecia en la Provincia de Estocolmo, en el centro de Suecia. Huddinge está ubicado al sur de la kommuna de Estocolmo, que es parte del área metropolitana. Es una de las municipalidades con mayor cantidad de habitantes después de Estocolmo.

## Geografía
La municipalidad cubre toda la zona central de la península de Södertörn. Más de la mitad del área terrestre está compuesta por agricultura, bosques, cerros o lagos y contiene siete reservas naturales.
Huddinge borda con la comuna de Estocolmo, Ekerö (por agua), Botkyrka, Haninge y Tyresö (por agua).

## Demografía
| Gráfica de evolución de Municipio de Huddinge entre 1970 y 2019 |
|                                                                 |

Huddinge tiene una población de aproximadamente 100,116 (2012) o 4.5% de la población de la provincia de Estocolmo. La edad media es 36.7 años, pero un tercio de la población tiene menos de 25 años. Esto significa que Huddinge tiene una población un poco más joven que el promedio de la región que es (38.9 años) y en país es (40.6 años). La densidad de población en el municipio ha aumentado significativamente desde los 1960 como la población se ha duplicado. Huddinge está entre las 20 municipalidades más grande de Suecia.

## Historia
Se estima que la historia de Huddinge data al menos 1000 años, antes de la edad de los vikingos. Cuando barcos hostiles se acercaban las comunidades, los habitantes de Huddinge subirían los cerros y prendían fogatas. 
Estas fogatas están localizadas por todo el lago del Mälaren. El escudo de Huddinge lleva una fogata en su escudo fiel a la tradición.

## División administrativa
Hasta el año de 2016 el municipio estaba dividido en 4 asambleas: Flemingsbergs församling, Huddinge församling, Trångsund-Skogås församling, S:t Mikaels församling. A partir de ese mismo año el municipio se divide en los siguientes distritos:
- Flemingsbergs distrikt
- Huddinge
- Huddinge Sankt Mikael
- Trångsund

Se incluyen grandes partes de asentamientos en el municipio de Huddinge, como son: Tätorten Stockholm (Huddinge centrum, Sjödalen-Fullersta, Flemingsberg, Stuvsta, Snättringe, Segeltorp, Vårby, Trångsund, Skogås). Así como el barrio de Masmo.

## Cultura
En municipalidad hay seis bibliotecas públicas, la biblioteca de la Universidad de Södertörn Södertörn högskola y otra en el campus del Instituto Karolinska.
Kungens Kurva es uno de áreas de shopping más grande de Suecia. Aquí hay varias compañías grandes como IKEA (con la tienda más grande del mundo), el cine más grande del país, y muchas otras grandes tiendas. En total generan al año como 6 billones de coronas suecas y tienen más 15 millones de habitantes cada año.

## Ciudades hermanadas
- Nuuk - Groenlandia